# Pringle (Dacota do Sul)
Pringle é uma cidade  localizada no estado norte-americano de Dakota do Sul, no Condado de Custer.

## Demografia
Segundo o censo norte-americano de 2000, a sua população era de 125 habitantes.
Em 2006, foi estimada uma população de 118, um decréscimo de 7 (-5.6%).

## Geografia
De acordo com o United States Census Bureau tem uma área de
0,6 km², dos quais 0,6 km² cobertos por terra e 0,0 km² cobertos por água. Pringle localiza-se a aproximadamente 1426 m acima do nível do mar.

## Localidades na vizinhança
O diagrama seguinte representa as localidades num raio de 36 km ao redor de Pringle.